# Kebonratu
Kebonratu is een bestuurslaag in het regentschap Serang van de provincie Banten, Indonesië. Kebonratu telt 3538 inwoners (volkstelling 2010).